# Setsuana
El setsuana (setswana en setsuana) es una lengua bantú hablada principalmente por los tsuana, llamados en setsuana batswana (plural), o motswana (singular). Junto con el inglés es el idioma oficial y mayoritario de Botsuana. También es uno de los idiomas oficiales de Sudáfrica, país donde se encuentra el mayor número de hablantes. También hay hablantes en Zimbabue y Namibia. En el plano internacional hay unos 4 millones de hablantes. Antes de que Sudáfrica se convirtiera en una democracia multirracial, los bantustanes de Bofutatsuana se crearon para cubrir áreas de hablantes de tswana de Sudáfrica. 
El setsuana es una lengua bantú y usa una ortografía normalizada basada en el alfabeto latino. Desde un punto de vista del parentesco filogenético, está estrechamente relacionado con la lengua sotho o sesotho austral y el sesotho septentrional (sesotho sa leboa). También se ha conocido como beetjuana, chuana (de ahí Bechuanalandia), coana, cuana y sechuana.

## Fonología

### Vocales
|              | Anterior | Posterior |
| Cerrada      | i /i/    | u /u/     |
| Casi cerrada | e /ɪ/    | o /ʊ/     |
| Semiabierta  | ê /ɛ/    | ô /ɔ/     |
| Abierta      | a /a/    | a /a/     |

### Consonantes
|                   |                   | Labial      | Alveolar    | Alveolar  | Postalveolar   | Palatal | Velar   | Uvular  | Glotal |
| Central           | Lateral           | Labial      |             |           | Postalveolar   | Palatal | Velar   | Uvular  | Glotal |
| ----------------- | ----------------- | ----------- | ----------- | --------- | -------------- | ------- | ------- | ------- | ------ |
| Nasal             | Nasal             | m /m/       | n /n/       |           |                | ny /ɲ/  | ng /ŋ/  |         |        |
| Oclusiva          | No aspirado       | p b /p/ /b/ | t d /t/ /d/ |           |                |         | k /k/   |         |        |
| Oclusiva          | Aspirado          | ph /pʰ/     | th /tʰ/     |           |                |         | kh /kʰ/ | kg /qʰ/ |        |
| Africada          | No aspirado       |             | ts /ts/     | tl /tɬ/   | tš j /tʃ/ /dʒ/ |         |         |         |        |
| Africada          | Aspirado          |             | tsh /tsʰ/   | tlh /tɬʰ/ | tšh /tʃʰ/      |         |         |         |        |
| Fricativa         | Fricativa         | f /f/       | s /s/       |           | š /ʃ/          |         |         | g /χ/   | h /h/  |
| Vibrante múltiple | Vibrante múltiple |             | r /r/       |           |                |         |         |         |        |
| Aproximante       | Aproximante       | w /w/       |             | l /l/     |                | y /j/   |         |         |        |